# シーサイドももち

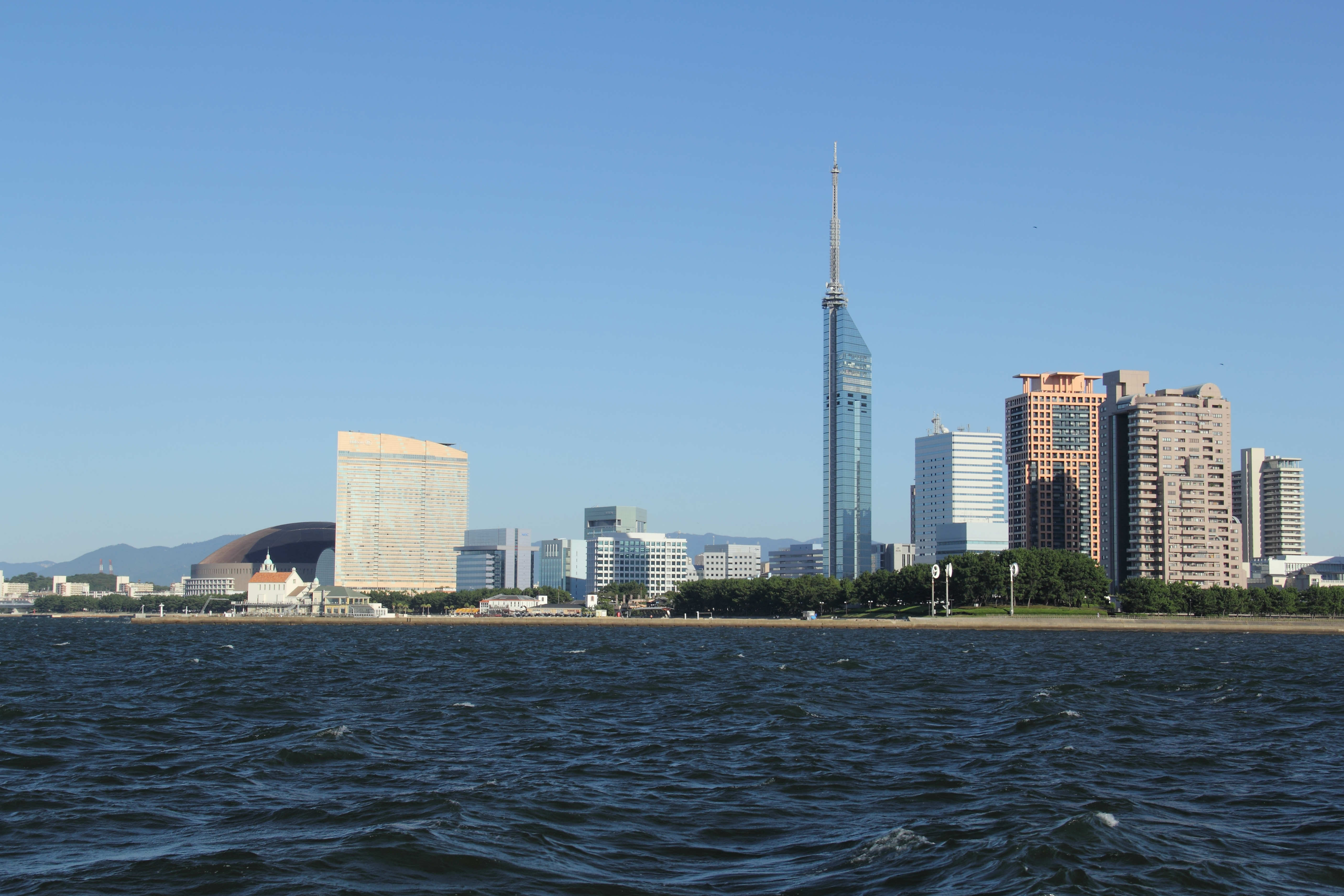
シーサイドももち遠景

シーサイドももちは、福岡市中央区と同市早良区に及ぶ海岸の埋め立てによるウォーターフロント開発地区である。地区に含まれる行政地名は、中央区地行浜（、ローマ字表記: Jigyō-hama）一丁目及び二丁目並びに早良区百道浜（、ローマ字表記: Momochi-hama）一丁目から四丁目まで。面積は、地行浜が482,870平方メートル (48.29 ha)、百道浜が1,030,620平方メートル (103.06 ha)、合計で1,513,490平方メートル (151.35 ha)。2023年9月末現在の人口は、地行浜が1,070人、百道浜が7,307人、合計8,377人。郵便番号は地行浜が810-0065、百道浜が814-0001。

## 地理
福岡市の都心とされる中央区天神の西側約4キロメートル、中央区と早良区に跨り、海に面する地域に位置する。北で博多湾に面し、東で菰川（）の河口部を介して福浜と、南で地行、西新及び百道と隣接し、西で室見川の河口部を介して豊浜及び愛宕浜と隣接する。地区の範囲としては、樋井川河口の臨海部が人工の砂浜となっている「シーサイドももち海浜公園」の南側で、西側の早良区百道浜（一丁目から四丁目まで）と中央区地行浜（一丁目及び二丁目）の全体を指し、両地区の間は樋井川の河口部により分けられている。
なお、広域的な地名としてこの地区が「百道」と呼ばれることもあるが、行政地名としての百道は、百道浜の南側で、早良区役所や地下鉄藤崎駅などの北側に広がる地区（百道一丁目から三丁目まで）の町名である。

### 河川
シーサイドももちには次の河川の河口が横断している。
- 室見川（むろみがわ、写真）[注釈 2]
- 樋井川（ひいがわ、写真）[注釈 3]
- 菰川（こもがわ、写真）[注釈 4]

### 都市計画
都市計画に関しては、「福岡市都市計画マスタープラン」において定められた方針については次のとおりである。シーサイドももち地区に西新地区及び藤崎及びを合わせた地域は、「都心部」を取りまく東部・南部・西部の三つの広域拠点（副都心）のうち、「西部広域拠点」として位置付けられ、商業・業務・サービス機能などの誘導などがまちづくりの視点とされている。この広域拠点のうち百道浜地区の一部は、情報関連産業などが集積する「活力創造拠点」に、地行浜地区は、一部の低層住宅を主とする区域を除き、大規模施設が立地するゾーンに位置付けられている。幹線道路であるよかトピア通り及び地行百道線の沿道は、商業、業務、サービス施設や中高層住宅などが連続した「都市軸」や「沿道軸」に位置付けられている。室見川及び樋井川の河川沿いは、散策・憩いの場となるとともに、緑と広がりのある景観が連続したゆとりと潤いのある水辺空間として「河川緑地軸」に位置付けられている。土地利用については、百道浜地区の大部分は、住宅を中心に都心機能を支援する業務施設・商業施設が共存する「複合市街地ゾーン」に位置付けられ、職住が調和した複合市街地づくりと良好な街並みの形成などがまちづくりの視点とされている。百道浜四丁目の北西部及び地行浜一丁目の南部の一部は、戸建住宅などの低層住宅を主とする「低層住宅ゾーン」に位置付けられ、良好な住環境の保全・形成などがまちづくりの視点とされている。百道浜地区の用途地域については次のとおりである。百道浜二丁目のうち地行百道線と福岡高速環状線とに挟まれた範囲、百道浜一丁目及び三丁目のうち地行百道線と百道2号緑地とに挟まれた範囲のうち樋井川の川岸からの延長が約700メートルの範囲が商業地域に、よかトピア通りと百道2号緑地及び百道浜2789号線とに挟まれた範囲、地行百道線の百道通り交差点から総合図書館西口交差点までの区間の西側道路境界線から概ね50メートルの範囲、よかトピア通りの百道通り交差点から西側の区間の北側道路境界線から概ね50メートルの範囲が第二種住居地域に、福岡高速環状線の北側の範囲及び百道浜四丁目のうち百道浜西緑地から概ね50メートルの範囲が第一種住居地域に、これら以外の範囲は第一種中高層住居専用地域に指定されている。また、建築協定について、百道浜四丁目の一部の区域においては、「シーサイドももち・百道浜四丁目A住宅地区建築協定」、「シーサイドももち・百道浜四丁目B住宅地区建築協定」及び「シーサイドももち・百道浜四丁目C住宅地区建築協定」が定められ、住宅地としての環境を高度に維持促進することについて協定が締結されており、通常の用途地域の規制に加えて、さらに建築物の高さ等に関する制限が加えられている。百道浜二丁目の一部の区域においては、「福岡ソフトリサーチパーク地区建築協定」が定められ、多様化する情報関連産業を主とする成長性のある分野の企業及び研究開発・人材育成機能の集積拠点地区としての環境を高度に維持増進することを目的として、通常の用途地域の規制に加えて、さらに建築物の用途等に関する制限が加えられている。都市緑地法第45条等に基づく緑地協定について、百道浜四丁目の一部の区域においては、「シーサイドももち・百道浜四丁目A住宅地区緑地協定」、「シーサイドももち・百道浜四丁目B住宅地区緑化協定」、「シーサイドももち・百道浜四丁目C住宅地区緑地協定」が定められ、緑化に関する協定が締結されている。地行浜地区の用途地域については次のとおりである。地行浜二丁目のうちよかトピア通り、福岡高速環状線及び地行百道線に囲まれた範囲は商業地域に、地行浜一丁目のうちうちよかトピア通りの北側道路境界線から概ね50メートルの範囲が第二種住居地域に、これら以外の範囲は第一種住居地域に指定されている。都市緑地法第45条等に基づく緑地協定について、地行浜一丁目の一部の区域においては、「シーサイドももち・地行浜一丁目住宅地区緑化協定」が定められ、緑化に関する事項の協定が締結されている。また、百道浜地区及び地行浜地区の全域約135.2ヘクタールについては、「地行浜・百道浜地区地区計画」が定められ、食・住・遊の諸機能が複合・交流する都市空間の形成・誘導を図るとともに、良好な市街地環境の保全を図ることを目標とし、通常の用途地域の規制に加えて、さらに建築物の用途等に関する制限が加えられている。
なお、当地区のモデルとなった神戸のポートアイランドは、東京・お台場臨海都市再開発に先行した、日本で最先発の臨海部の開発として知られる。

### 土地利用
福岡空港の制限表面から離れた場所となっていることもあって、中心業務地区である天神より建築物の高さ制限が緩く、比較的に高層の建築物が多い。百道浜地区には福岡タワー、福岡市総合図書館、福岡市博物館や、RKB毎日放送・テレビ西日本の社屋、情報関連企業や情報技術研究開発機関、高層ビルやマンションが数棟ある。地行浜地区には小売業大手だった、ダイエーグループが開発したホークスタウンが広がっており、福岡PayPayドームやヒルトン福岡シーホーク、MARK IS 福岡ももち（ホークスタウンモール跡地）などの商業施設等が多い。
1994年公開の映画『ゴジラvsスペースゴジラ』では周辺一帯が舞台となり、大規模なロケが行われた。2001年度のNHK大河ドラマ『北条時宗』の撮影においては、中世博多の様子を再現したオープンセットが設けられ、「中世博多展」も開催された。

## 語源
「シーサイドももち」の愛称は博多湾を眺望し海に親しむ街のイメージや百道の「百」と地行の「地」をとって1986年に名付けられ、一般的には地行浜地区も含めて「百道浜」や「ももち浜」と呼ばれることが多いが、道路標識では「シーサイドももち」に統一されている。

## 歴史

### 海岸埋立て計画
1977年の「第4次福岡市総合計画」において内陸部の乱開発防止や適正人工配置や自然環境再生を目的とした臨海部開発計画「シーサイドタウン計画」の一つとして、海岸線の再生や既存市街地の環境浄化を目指す人工海浜と高層住宅地区として策定され、また1978年には博多港港湾計画改定において都市機能の充実改善を図る住宅用地を中心として都市・交通機能や緑地計画が定められた。1980年12月に、博多湾の福岡市漁業協同組合（8支所）との同意を得て、1981年10月に埋立免許が取得された。1989年に当地区において開催されたアジア太平洋博覧会（通称：よかトピア）の閉幕後、現在の土地利用へと開発が進んだ。

### 埋立て工事
以前「百道海岸」と呼ばれていた海岸の沖が、1982年4月から開始された埋立てによって土地が造成された。986.7万立方メートルの浚渫土砂及び山土を用いて最大水深4.5メートルまでの浅い海域を埋立てて、1985年に第一工区71.5ヘクタールが、1986年9月に全工区138.3ヘクタールが竣工した。

## 人口
地行浜及び百道浜についてそれぞれの人口の推移を福岡市の住民基本台帳（公称町別）に基づき示す（単位：人）。集計時点は各年9月末現在である。

### 地行浜
- 2001年（平成13年）：185
- 2002年（平成14年）：167
- 2003年（平成15年）：163
- 2004年（平成16年）：146
- 2005年（平成17年）：147
- 2006年（平成18年）：147
- 2007年（平成19年）：145
- 2008年（平成20年）：145
- 2009年（平成21年）：137
- 2010年（平成22年）：140
- 2011年（平成23年）：152
- 2012年（平成24年）：159
- 2013年（平成25年）：160
- 2014年（平成26年）：162
- 2015年（平成27年）：164
- 2016年（平成28年）：156
- 2017年（平成29年）：155
- 2018年（平成30年）：150
- 2019年（令和元年）：148
- 2020年（令和2年）：508
- 2021年（令和3年）：1,009
- 2022年（令和4年）：1,037
- 2023年（令和5年）：1,070

### 百道浜
- 2001年（平成13年）：7,203
- 2002年（平成14年）：7,144
- 2003年（平成15年）：7,049
- 2004年（平成16年）：7,536
- 2005年（平成17年）：7,556
- 2006年（平成18年）：7,410
- 2007年（平成19年）：7,465
- 2008年（平成20年）：7,584
- 2009年（平成21年）：7,659
- 2010年（平成22年）：7,688
- 2011年（平成23年）：7,944
- 2012年（平成24年）：8,086
- 2013年（平成25年）：8,226
- 2014年（平成26年）：8,095
- 2015年（平成27年）：8,062
- 2016年（平成28年）：7,947
- 2017年（平成29年）：7,896
- 2018年（平成30年）：7,794
- 2019年（令和元年）：7,636
- 2020年（令和2年）：7,543
- 2021年（令和3年）：7,562
- 2022年（令和4年）：7,475
- 2023年（令和5年）：7,307

## 交通
道路交通に関しては、福岡ドーム（命名権による名称：「みずほPayPayドーム福岡」）のイベント時にはよかトピア通りを中心とした同ドーム周辺道路の渋滞が悪化しており、これに2016年のホークスタウンモールの閉鎖（同モール併設の駐車場700台分がなくなる）も相まって交通対策が求められている。福岡市では関係機関が連携して総合的対策を実施しており、福岡ドーム、MARK IS及び横断歩道橋をつなぐペデストリアンデッキの整備、同ドーム敷地内にタクシー乗降場の新設、イベント時の臨時バスに連接バスを導入するなどの施策が行われている。

### 公共交通機関等

#### 百道浜地区
- 福岡市地下鉄空港線西新駅より徒歩10 - 22分程度（場所による）。
- 西鉄バス
  - よかトピア通り：西南中高前 - 博物館南口 - 百道中央公園西口 - 百道浜四丁目
  - 市道地行百道線：百道ランプ口 - 医師会館・ソフトリサーチパーク前 - 博物館北口 - 福岡タワー（TNC放送会館） - 福岡タワー南口 - ももち浜クリニックゾーン
  - 明治通り：西新駅バス停より徒歩10 - 20分程度（場所による）
- FUKUOKA OPEN TOP BUS
  - シーサイドももちコース：福岡タワー
  - 福岡きらめき夜景コース：福岡タワー
- 福岡高速環状線百道出入口（地区内）

#### 地行浜地区
- 福岡市地下鉄空港線唐人町駅より徒歩約10 - 20分程度（場所による）
- 西鉄バス
  - よかトピア通り：みずほPayPayドーム前 - 領事館前
  - 市道地行百道線：九州医療センター - ヒルトン福岡シーホーク/ヒルトン福岡シーホーク前
  - 明治通り：地行バス停より徒歩6 - 16分程度（場所による）
- FUKUOKA OPEN TOP BUS
  - 福岡きらめき夜景コース：ヒルトン福岡シーホーク
- 福岡高速環状線
  - 百道出入口（姪浜・今宿・前原方面および天神北・香椎・水城方面）から約4分
  - 西公園出入口（天神北・香椎・水城方面のみ）から約5分
    - 福岡ドームにおけるイベントの終了後には、混雑緩和のため百道出入口を利用するよう誘導される[18]。

### 道路
町域内の主な幹線道路は次の通り。

#### 百道浜地区
- 福岡都市高速道路（福岡高速環状線）
- よかトピア通り（唐人町豊浜線、写真1、写真2）
- 地行百道線
- 西新通線
- 百道浜2788号線（愛称：「サザエさん通り」[20]、写真）
- 百道浜2790号線（写真）

#### 地行浜地区
- 福岡都市高速道路（福岡高速環状線）
- よかトピア通り（唐人町豊浜線、写真1、写真2）
- 地行百道線
- 地行浜1589号線

## 所在施設

### 百道浜地区

#### 公共・公益施設（百道浜）
- 福岡タワー
- 福岡市博物館[注釈 17]
- 福岡市総合図書館
- 福岡市民防災センター[注釈 18]
- 福岡市早良消防署[注釈 19]
- 福岡市立ももち福祉プラザ[注釈 20]
- 早良警察署百道浜交番[注釈 21]
- 百道浜郵便局[注釈 22]
- 百道浜公民館[注釈 23]
- 九州電力百道変電所[注釈 24]

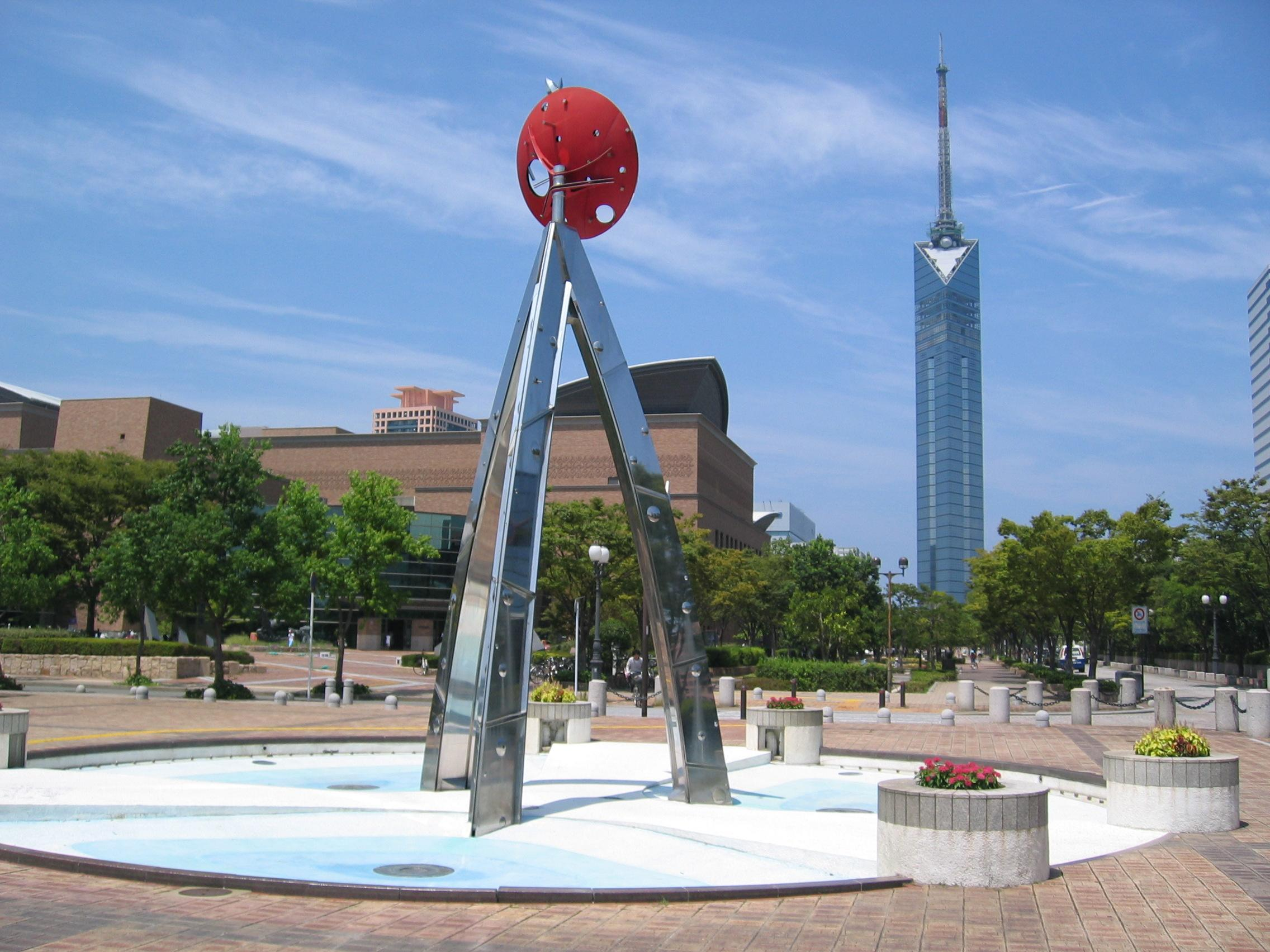
福岡タワー(右)と福岡市総合図書館(左)
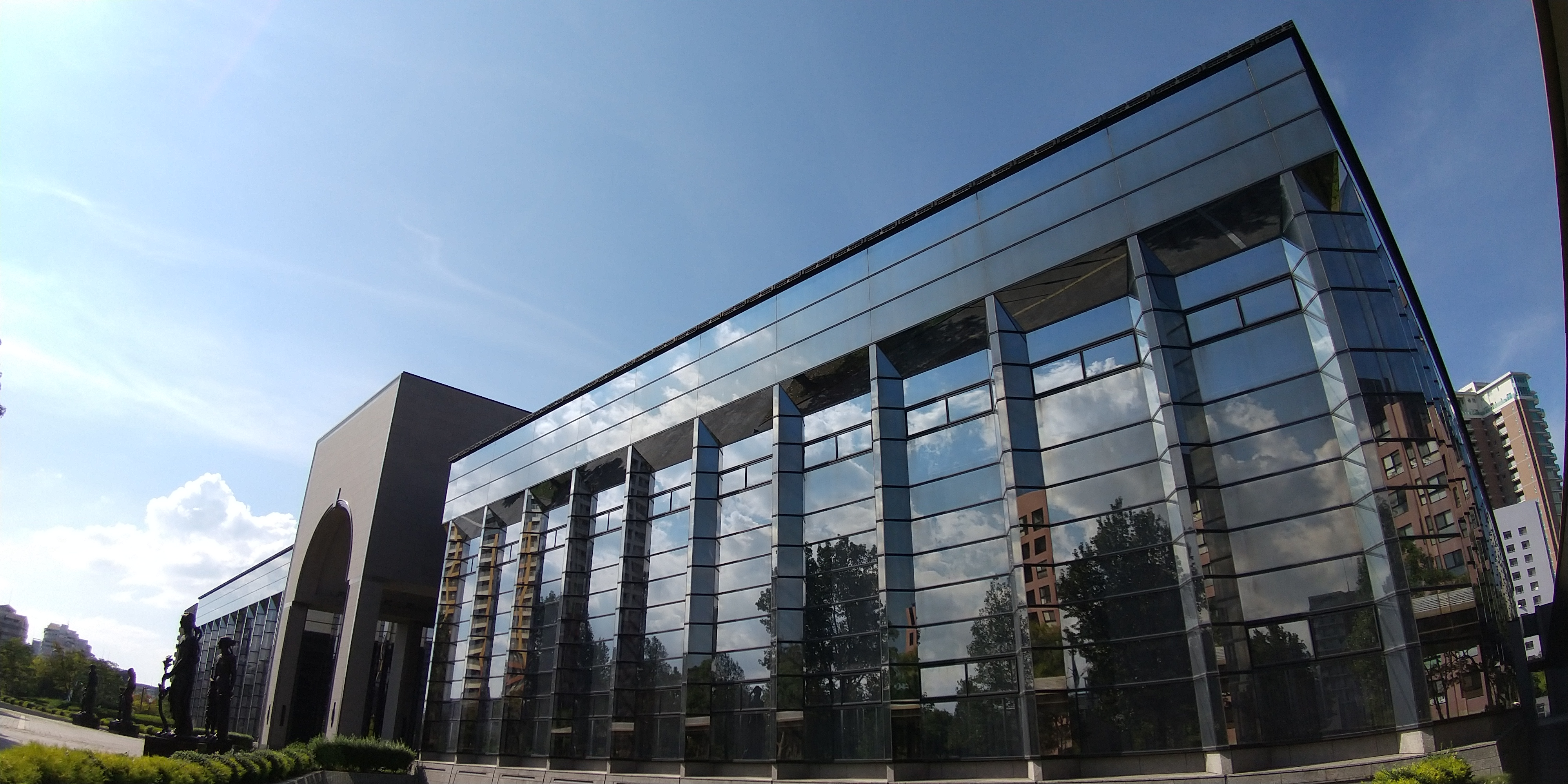
福岡市博物館
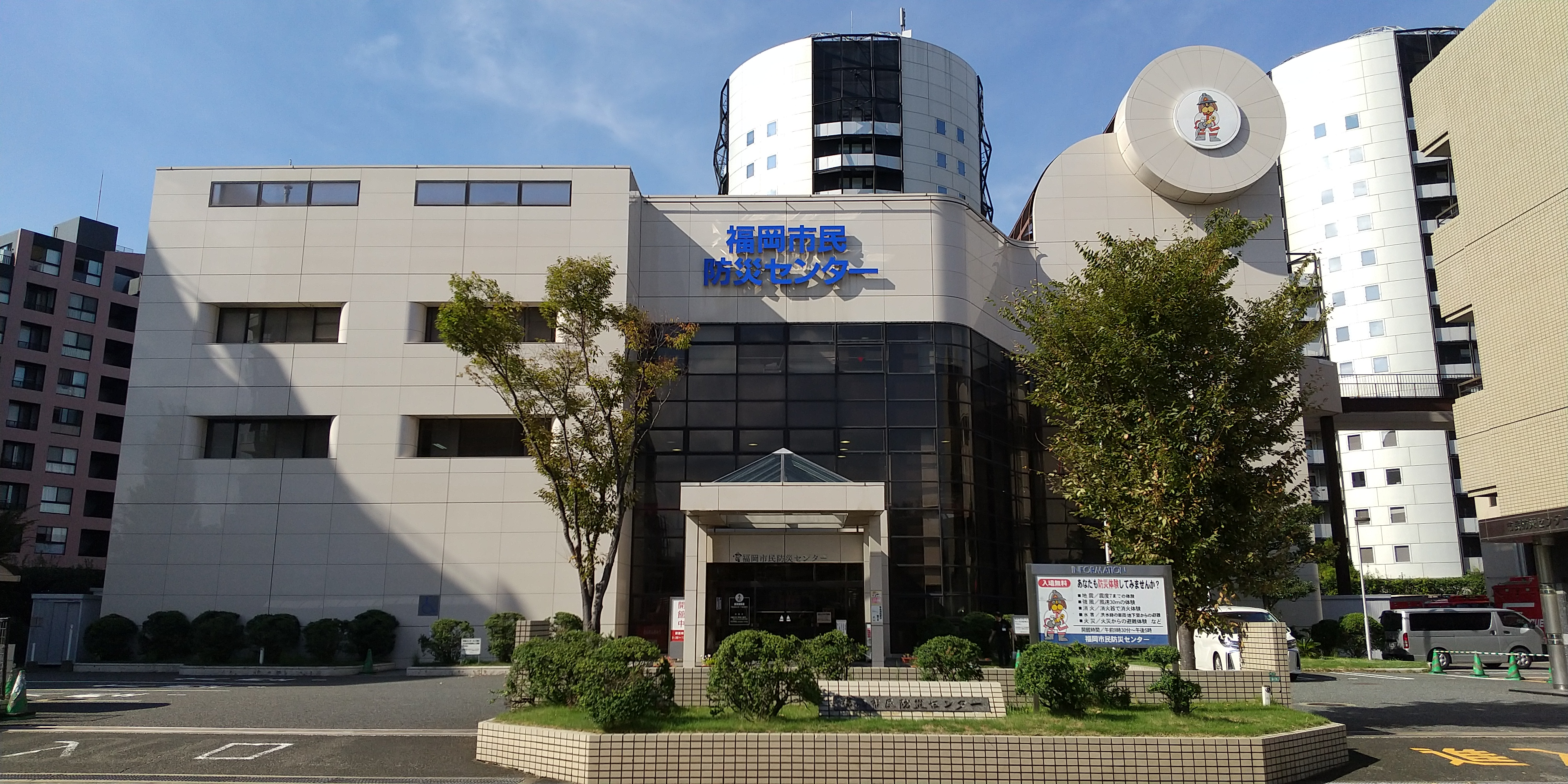
福岡市民防災センター
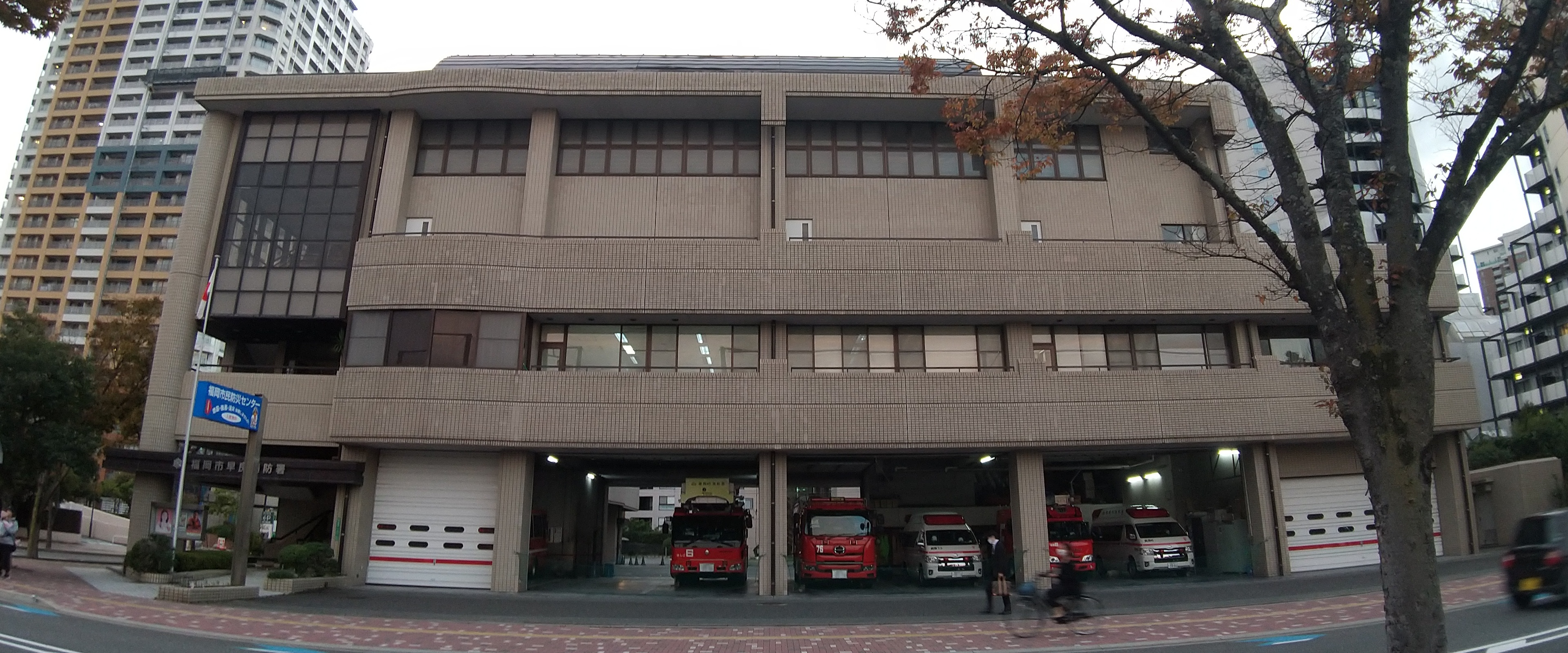
福岡市早良消防署
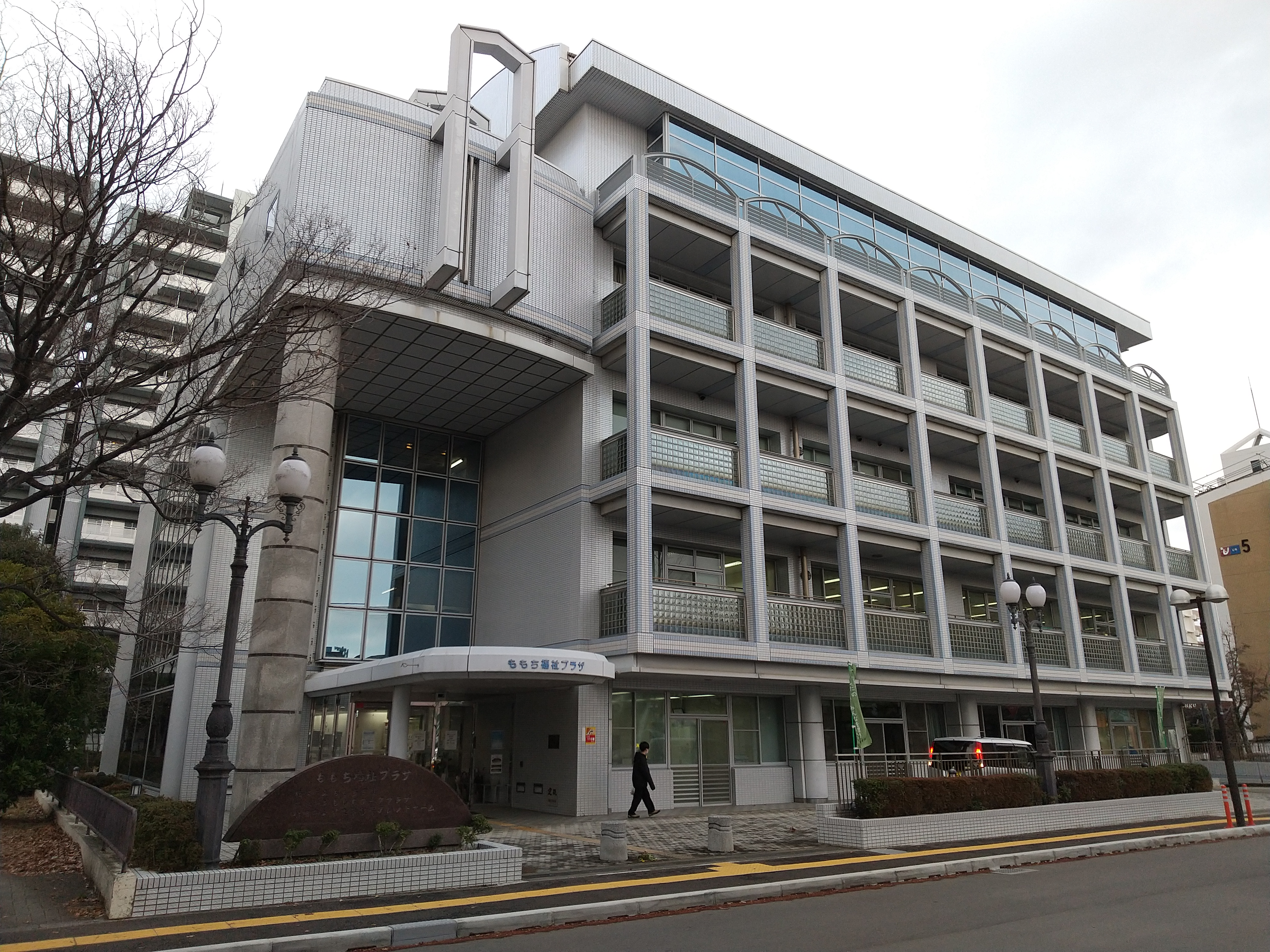
福岡市立ももち福祉プラザ
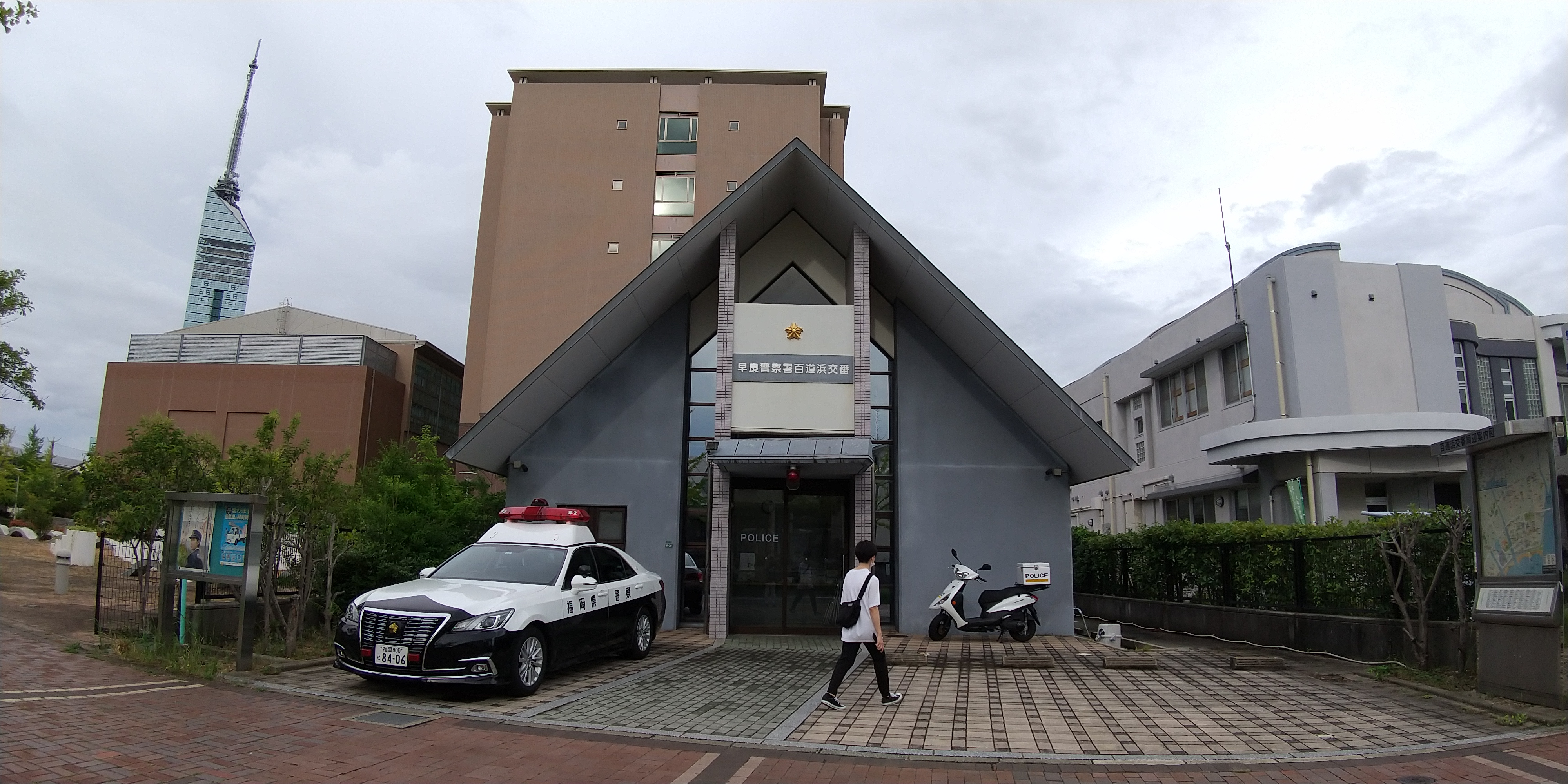
早良警察署百道浜交番
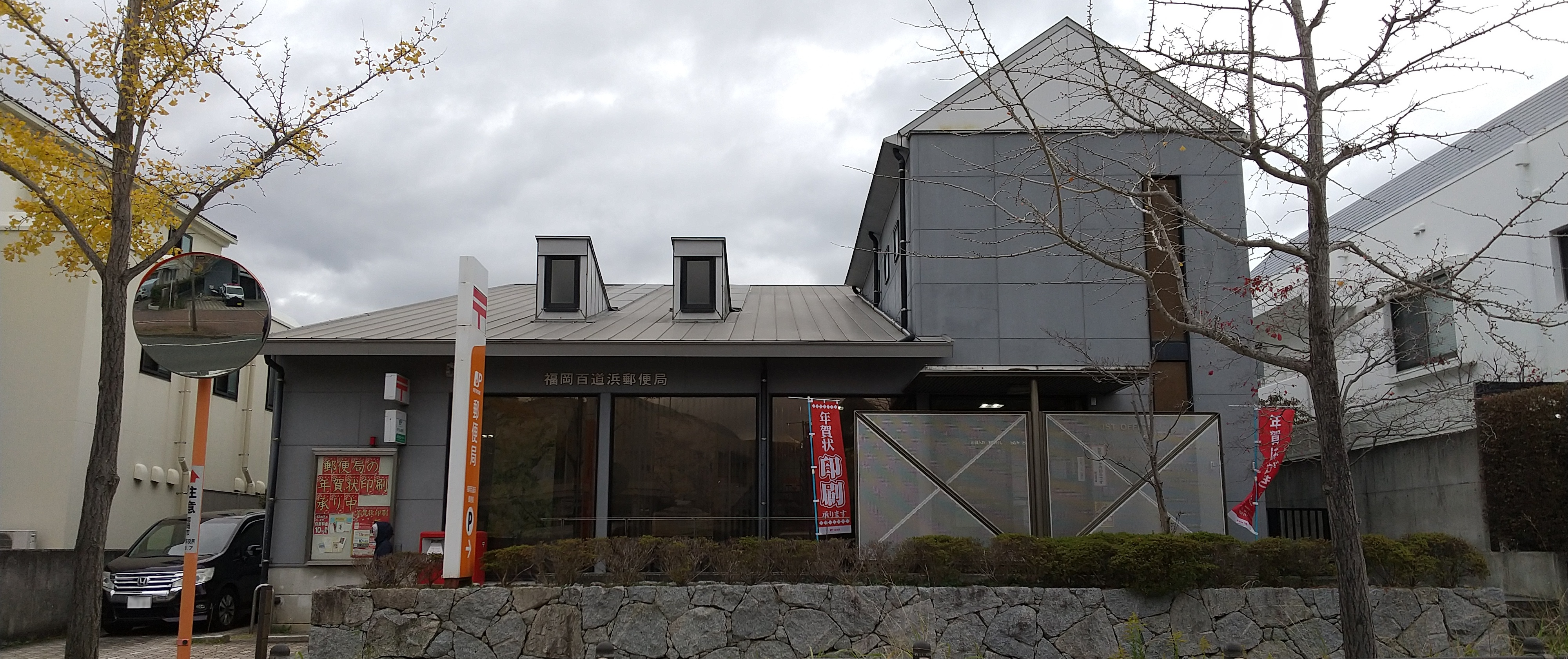
福岡百道浜郵便局
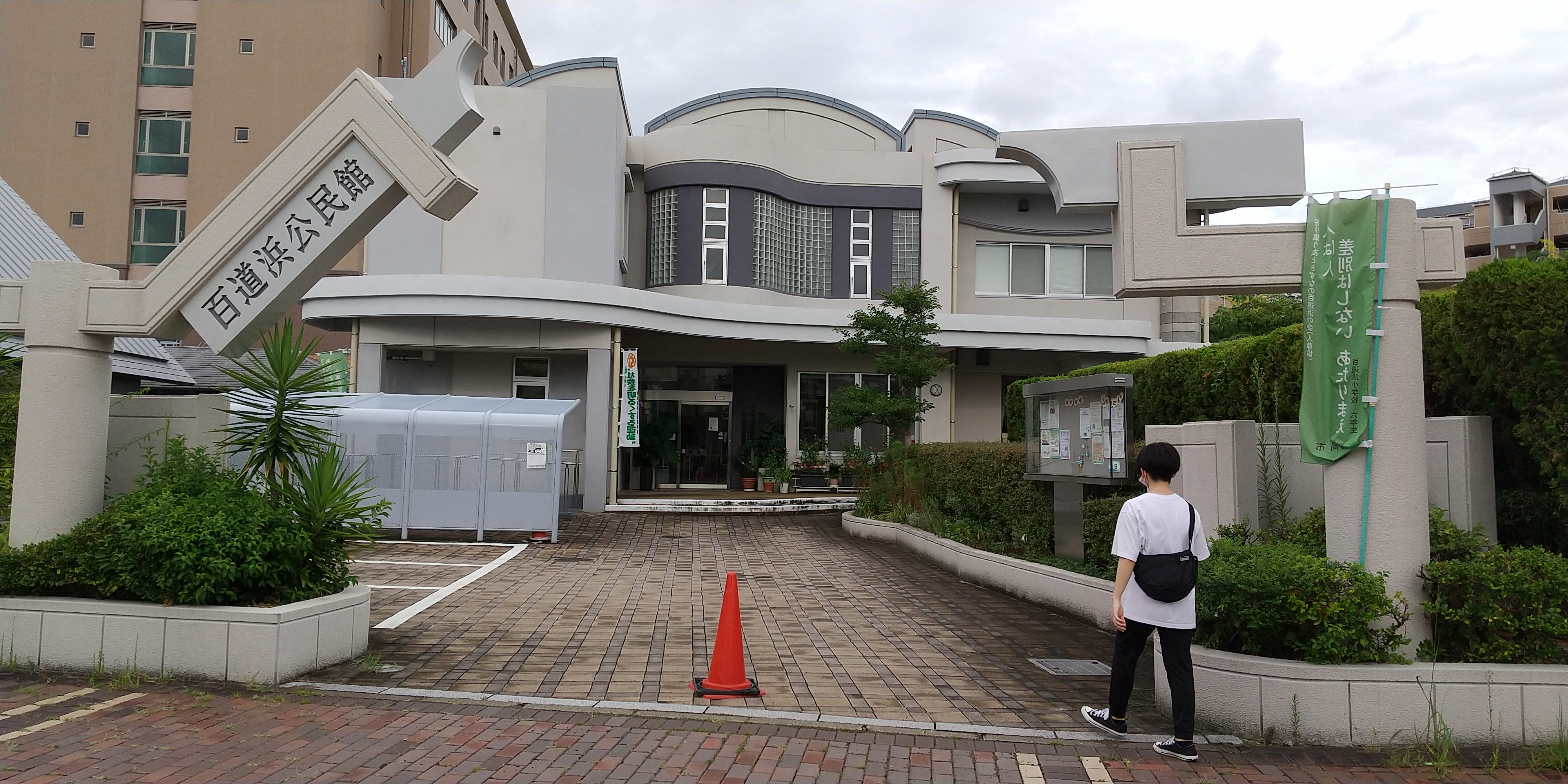
百道浜公民館
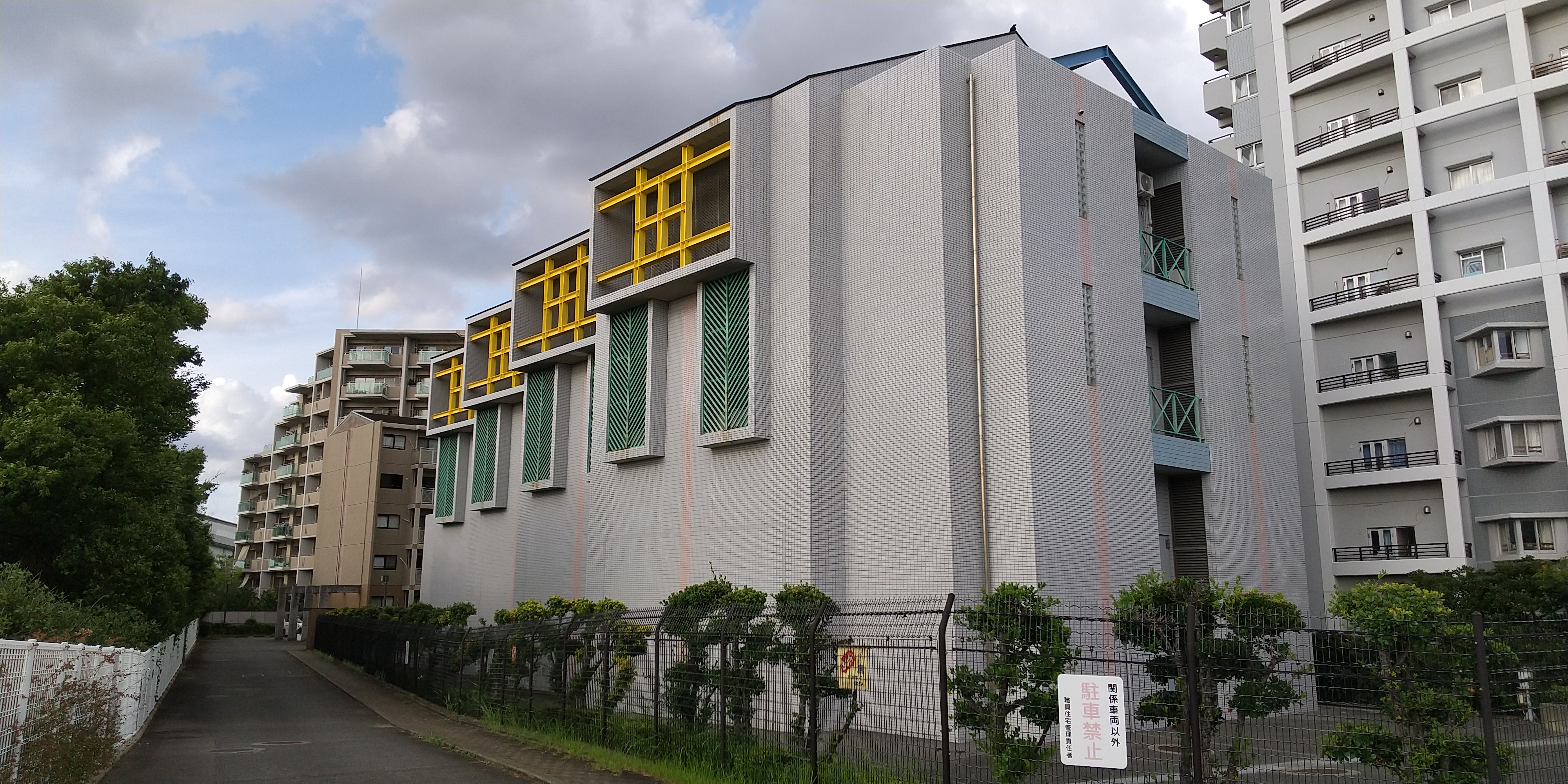
九州電力百道変電所

#### 公園・緑地等（百道浜）
シーサイドももちは、中央区地行及び早良区百道の地先の博多港において、1981年度（昭和56年度）から実施された公有水面の埋立整備事業に伴い、その前面に造成された土地であり、埋立以前の海岸線は、海水浴場などとして市民の憩い場となる白砂青松の景勝の地であったが、埋立により消失することになったため、市街地としてのシーサイドももちと一体化して、かつての海岸を再現するように、海岸緑地と砂浜が一体となった海浜公園が整備された。詳細は次のページを参照のこと。
- シーサイドももち海浜公園[注釈 25][注釈 26]

また、シーサイドももち（百道浜、地行浜）は、埋立地として新たに出現した土地であり、インフラストラクチャーの整備や土地利用が計画的に実施されたため、都市公園等についても、地区公園、近隣公園、街区公園、都市緑地、緑道などが、規模と目的に応じて適切に配置されている。
- 百道1号緑道
- 百道2号緑道
- 百道浜東公園（写真）[注釈 27]
- 百道中央公園[注釈 28]
- 百道浜中公園（写真）[注釈 29]
- 百道浜西緑地（写真）[注釈 30]
- 百道浜西公園（写真）[注釈 31]
- 百道浜2号緑地（写真1、写真2）[注釈 32]
- 百道浜北公園写真）[注釈 33]
- 多目的広場[注釈 34]。

#### オフィス・研究所等（百道浜）
- 福岡ソフトリサーチパーク
  - 九州先端科学技術研究所
  - NEC九州システムセンター
  - パナソニック九州マルチメディアセンター→2013年4月より国際医療福祉大学大学院福岡キャンパス
  - 日立製作所九州ビル
  - 富士通九州R&Dセンター
  - シティアスコム本社
  - 福岡AIビル（写真）[注釈 35]
- 福岡システムLSI総合開発センター

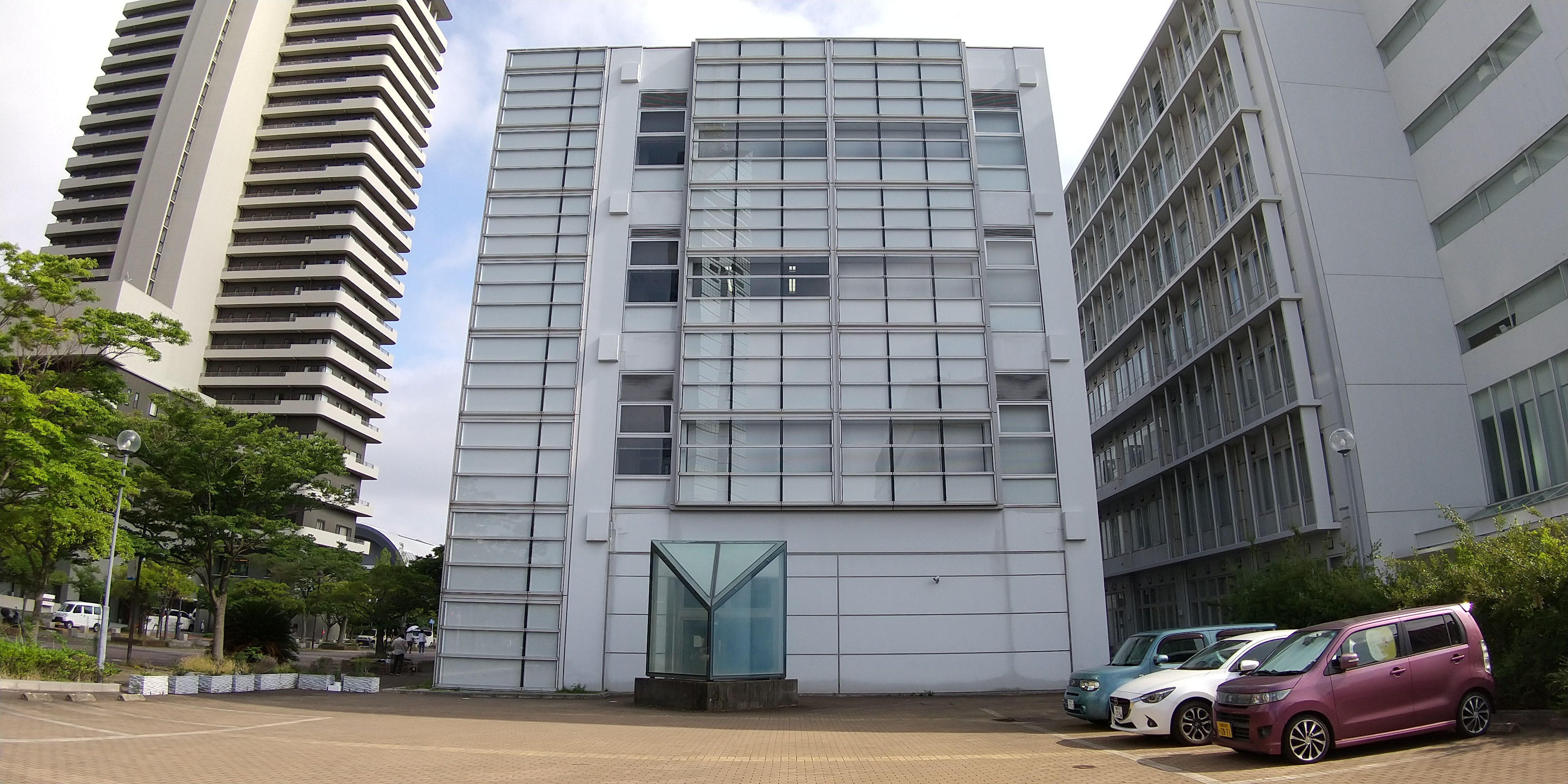
九州大学産学官連携イノベーションプラザ
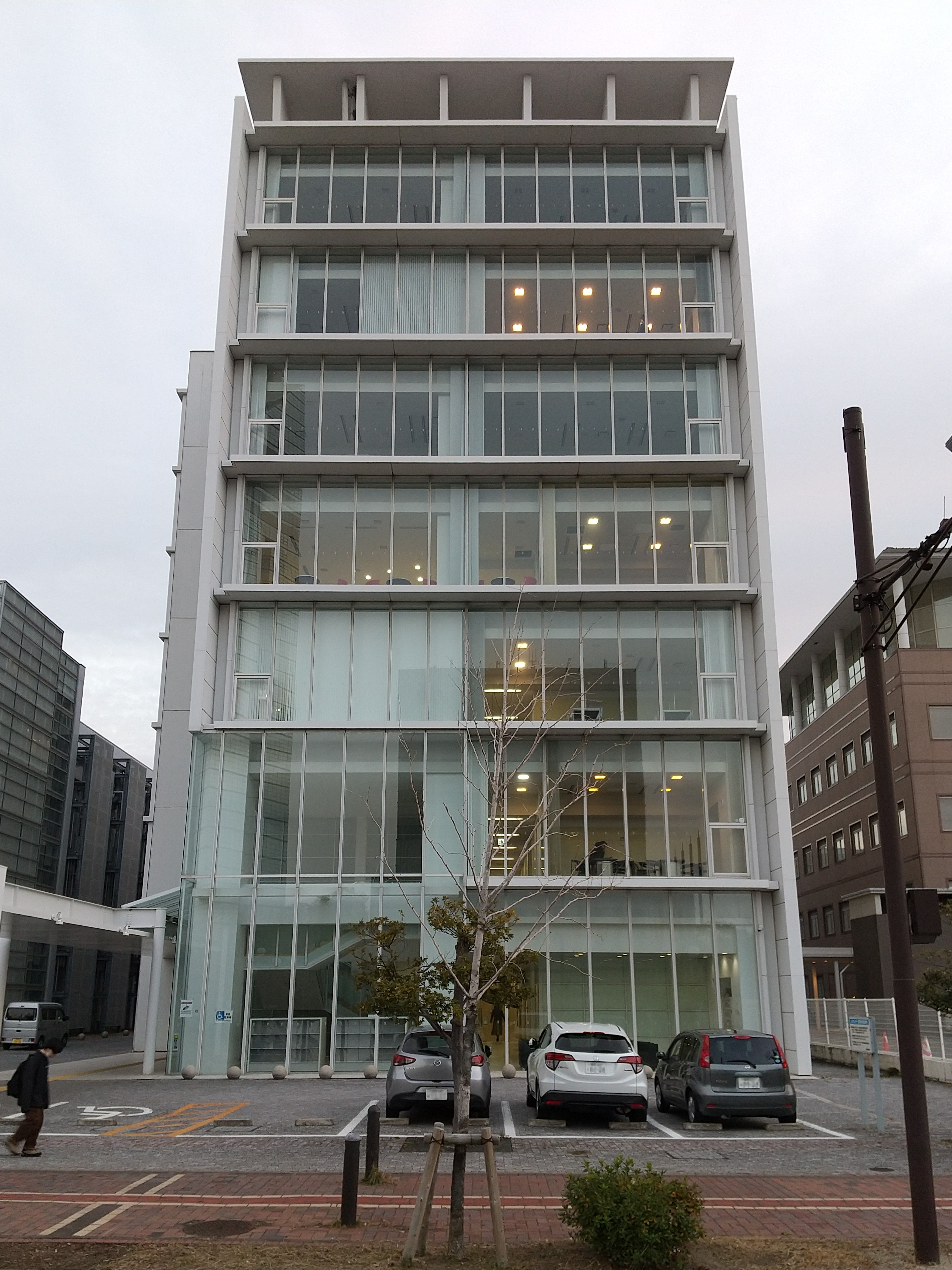
福岡システムLSI総合開発センター

- Mタワー（ソフトバンクグループ）
- TNC放送会館（テレビ西日本本社）
  - ソニーLSIデザイン九州本社
- RKB放送会館（RKB毎日放送本社）
  - ライオン福岡オフィス
- 西日本シティ銀行シーサイドビル
- 福岡銀行シーサイドセンター

- 九州大学産学官連携イノベーションプラザ
- 福岡システムLSI総合開発センター

#### 教育施設（百道浜）
- 西南学院小学校
- 西南学院中学校・高等学校
- 福岡市立百道浜小学校
- 福岡国際医療福祉大学・国際医療福祉大学大学院福岡キャンパス[注釈 36]

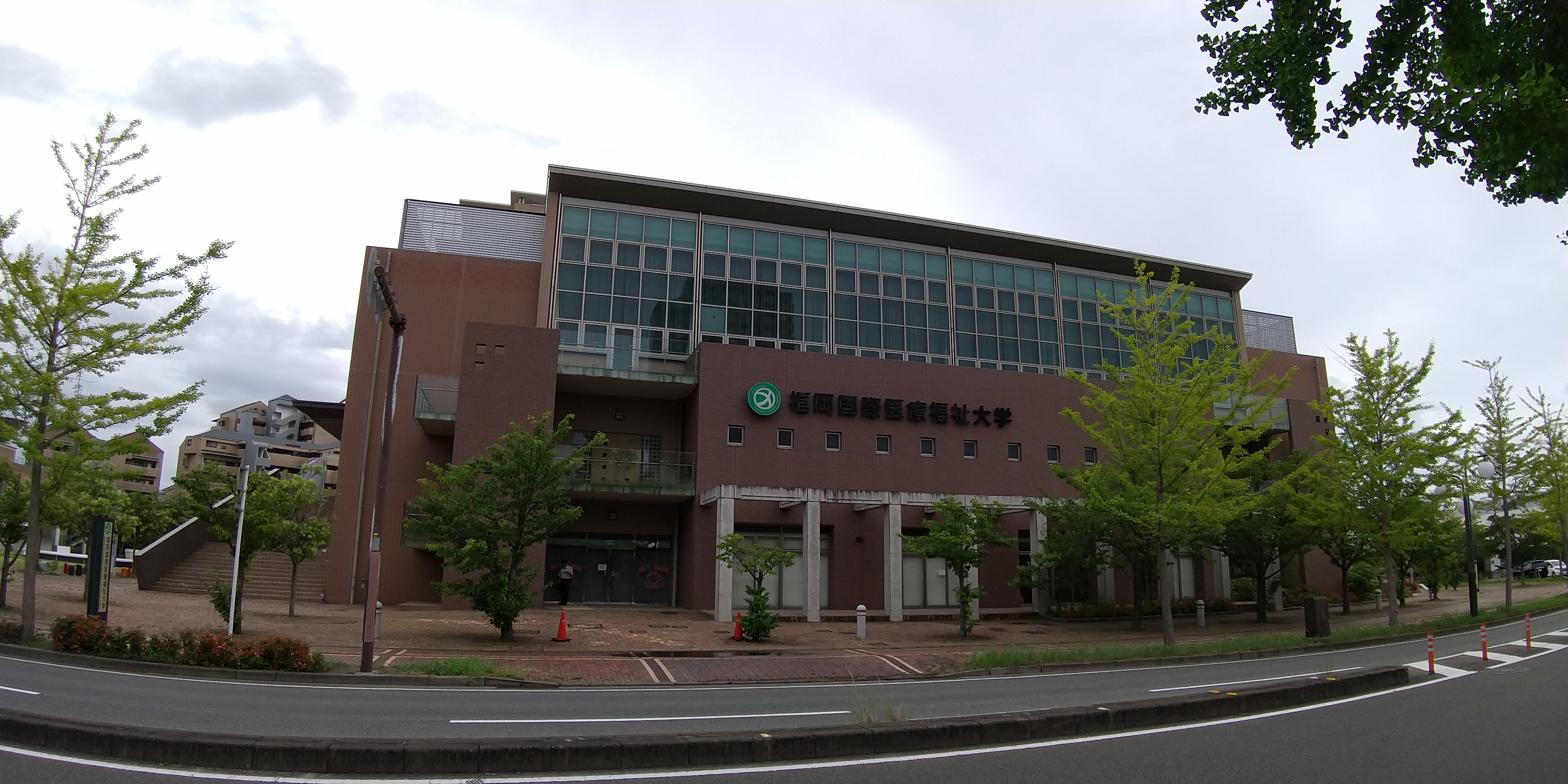
福岡国際医療福祉大学

#### 医療施設（百道浜）

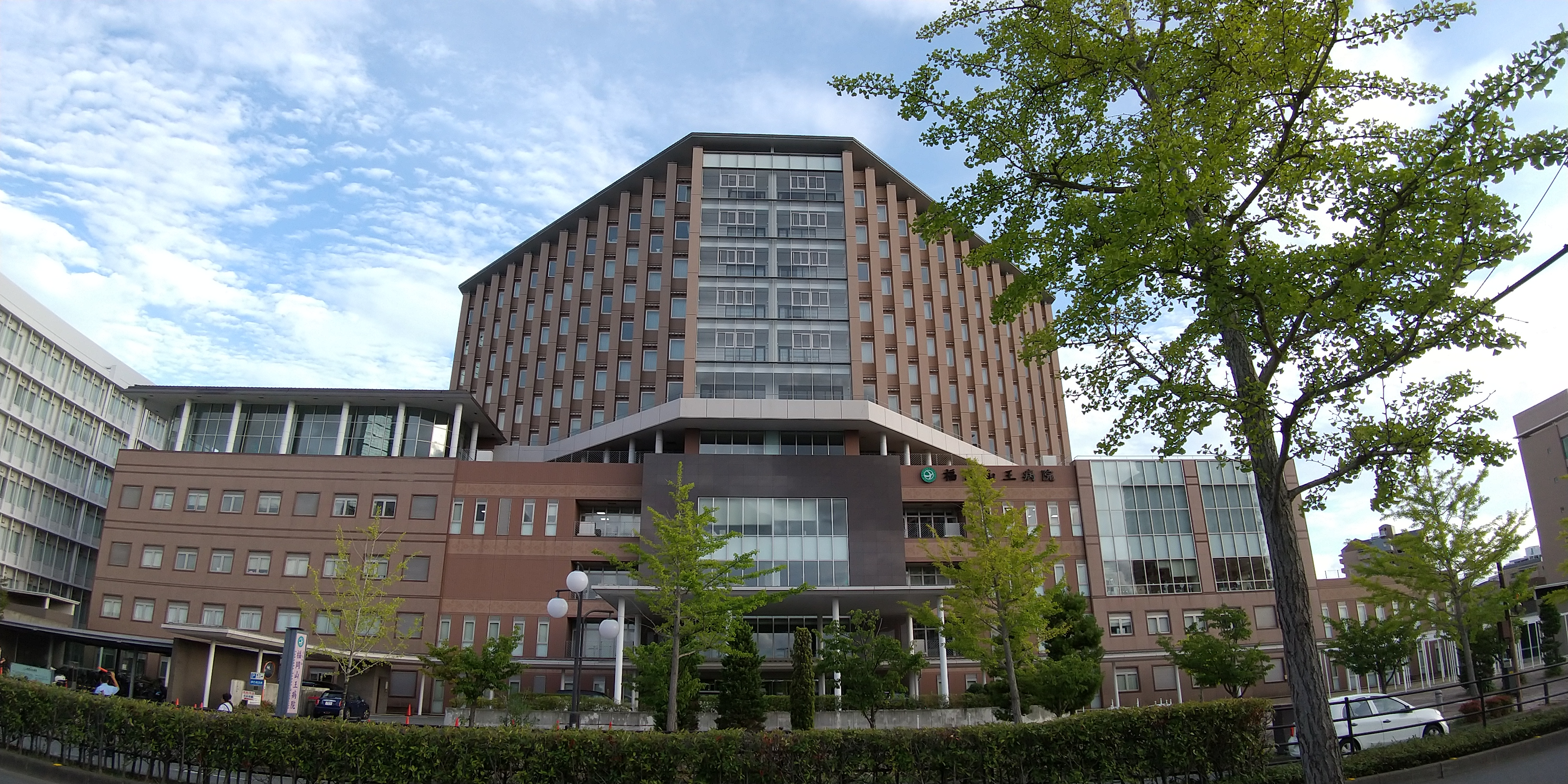
福岡山王病院
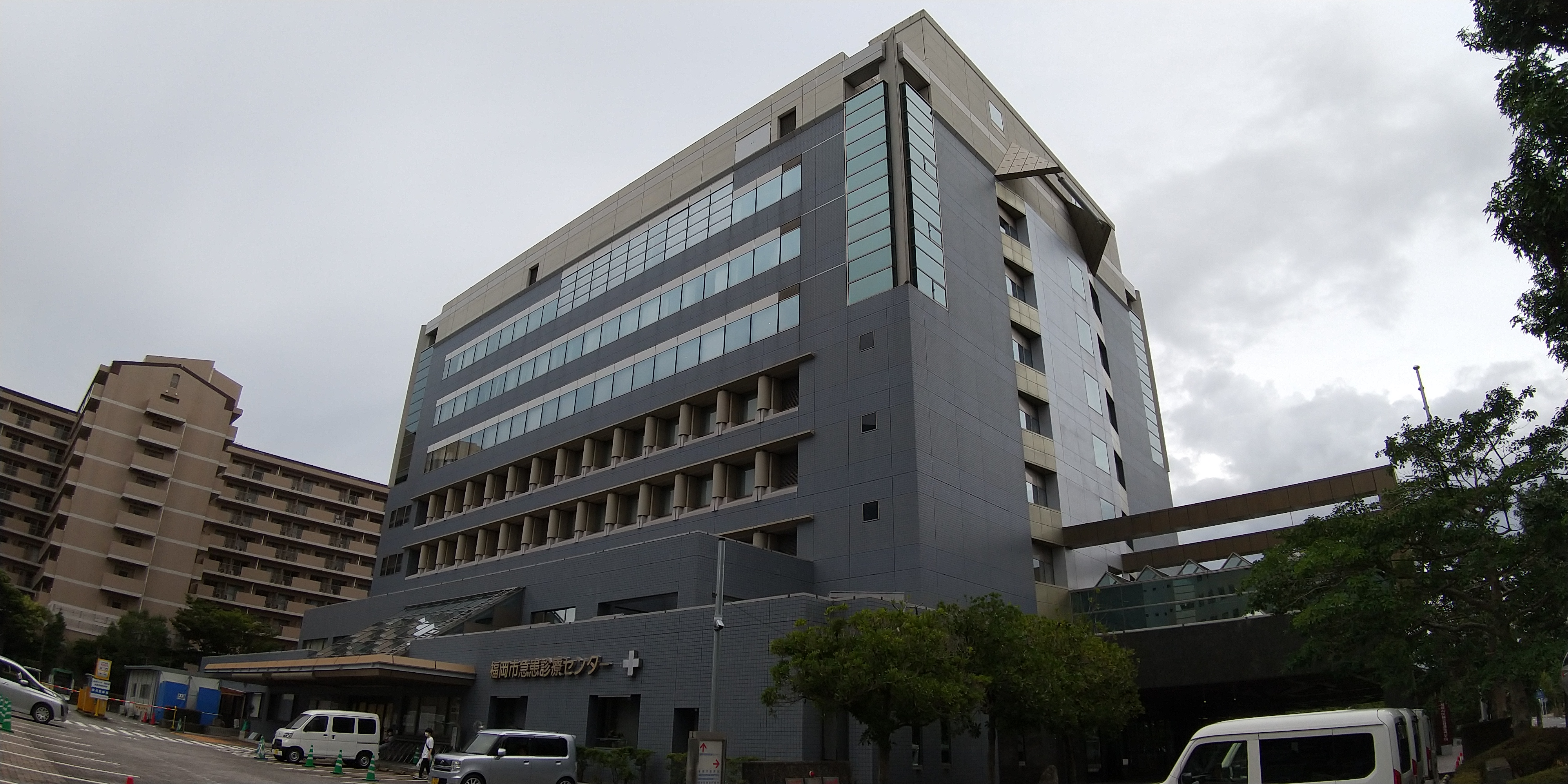
福岡市医師会館・福岡市急患診療センター[注釈 37]

- 福岡山王病院
- 福岡市急患診療センター

#### ホテル（百道浜）
- ザ・レジデンシャルスイート・福岡
- シーサイドホテルツインズももち

#### 共同住宅（百道浜）
- ネクサス百道レジデンシャルタワー[注釈 38]
- 百道タワー[注釈 39]
- アトモスももち[注釈 40]
- アンペレーナ百道[注釈 41]
- グランドメゾン百道浜
- グランドメゾン百道浜オーシャン&フォレスト
- シーサイドももちアルティコートA館[注釈 42]
- シーサイドももちアルティコートB館[注釈 42]
- ネクサス百道S棟[注釈 42]
- ネクサス百道M棟[注釈 43][注釈 42]
- シーサイドももちヴェルデコート[注釈 42]

#### その他（百道浜）
- マリゾン
- 西日本鉄道百道浜自動車営業所
- ボンラパス百道店
- エアロギャラリー「デューン」[注釈 44]

### 地行浜地区

#### 商業・宿泊施設等（地行浜）

##### ホークスタウン
ホークスタウンには次の施設がある。
- みずほPayPayドーム福岡
- ヒルトン福岡シーホーク
- MARK IS 福岡ももち（ホークスタウンモール跡地）
- Zepp FUKUOKA
- ザ・パークハウス福岡タワーズ[注釈 45]
- E・ZO FUKUOKA

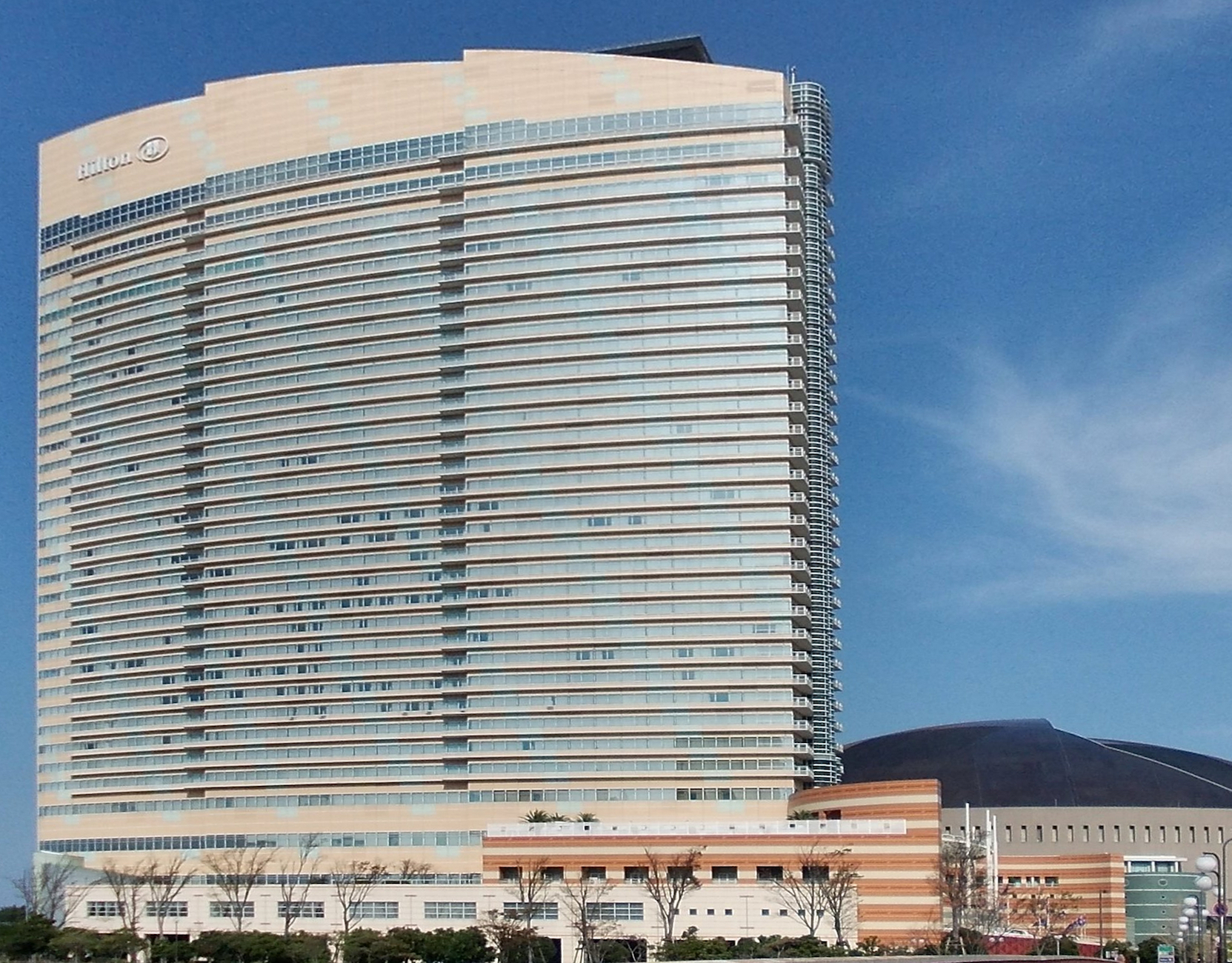
ヒルトン福岡シーホーク（左）と福岡PayPayドーム

#### 医療施設（地行浜）
- 国立病院機構九州医療センター[注釈 46]

#### 公共・公益施設（地行浜）
- 福岡市保健環境研究所[注釈 47]
- 福岡市保健環境学習室（福岡市保健環境研究所の1階）
- 菰川ポンプ場（福岡市保健環境研究所と合築）[注釈 48]
- 福岡市発達教育センター（写真）[注釈 49]
- 福岡市立福岡中央特別支援学校（写真）[注釈 50]

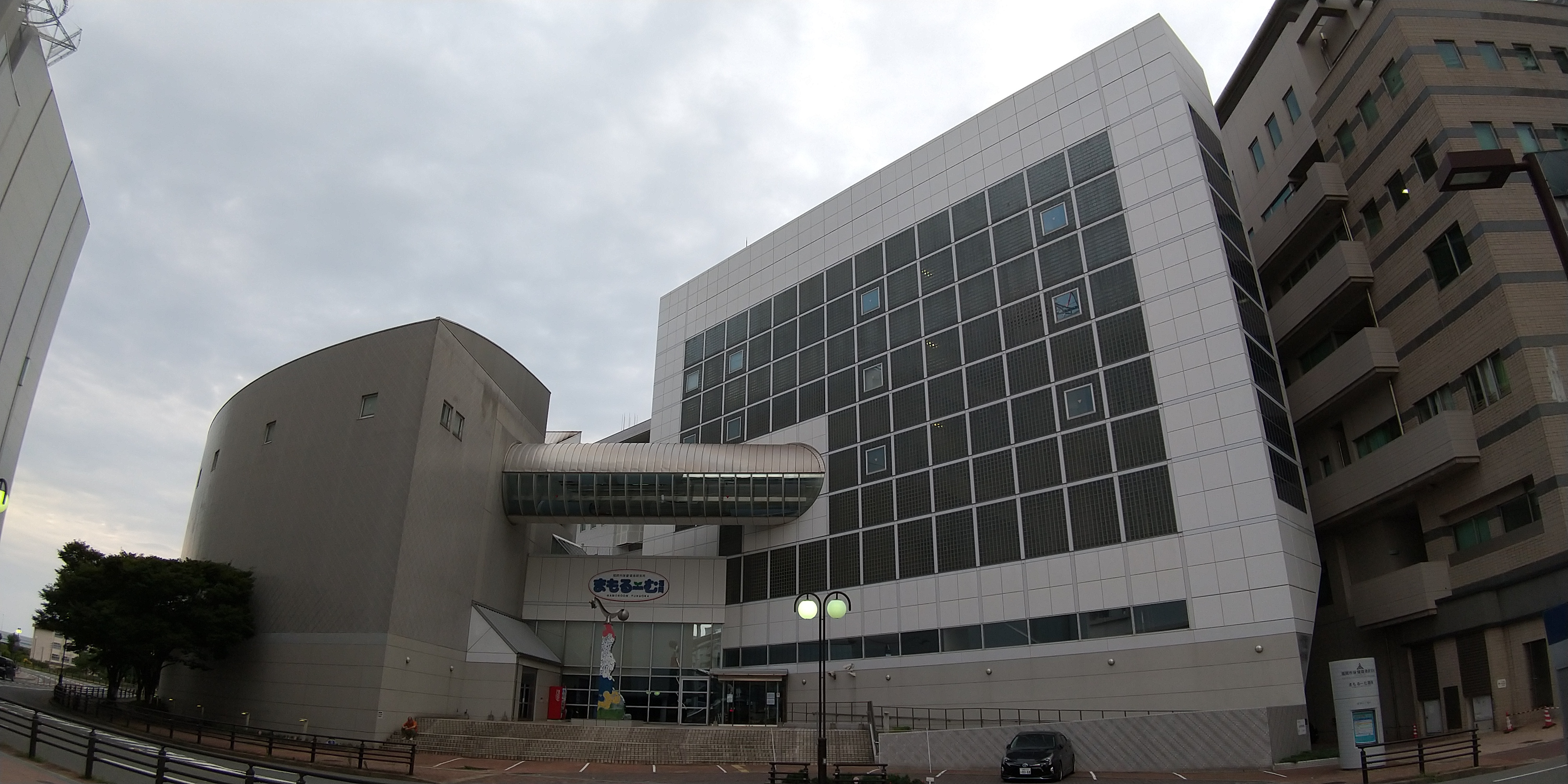
福岡市保健環境研究所
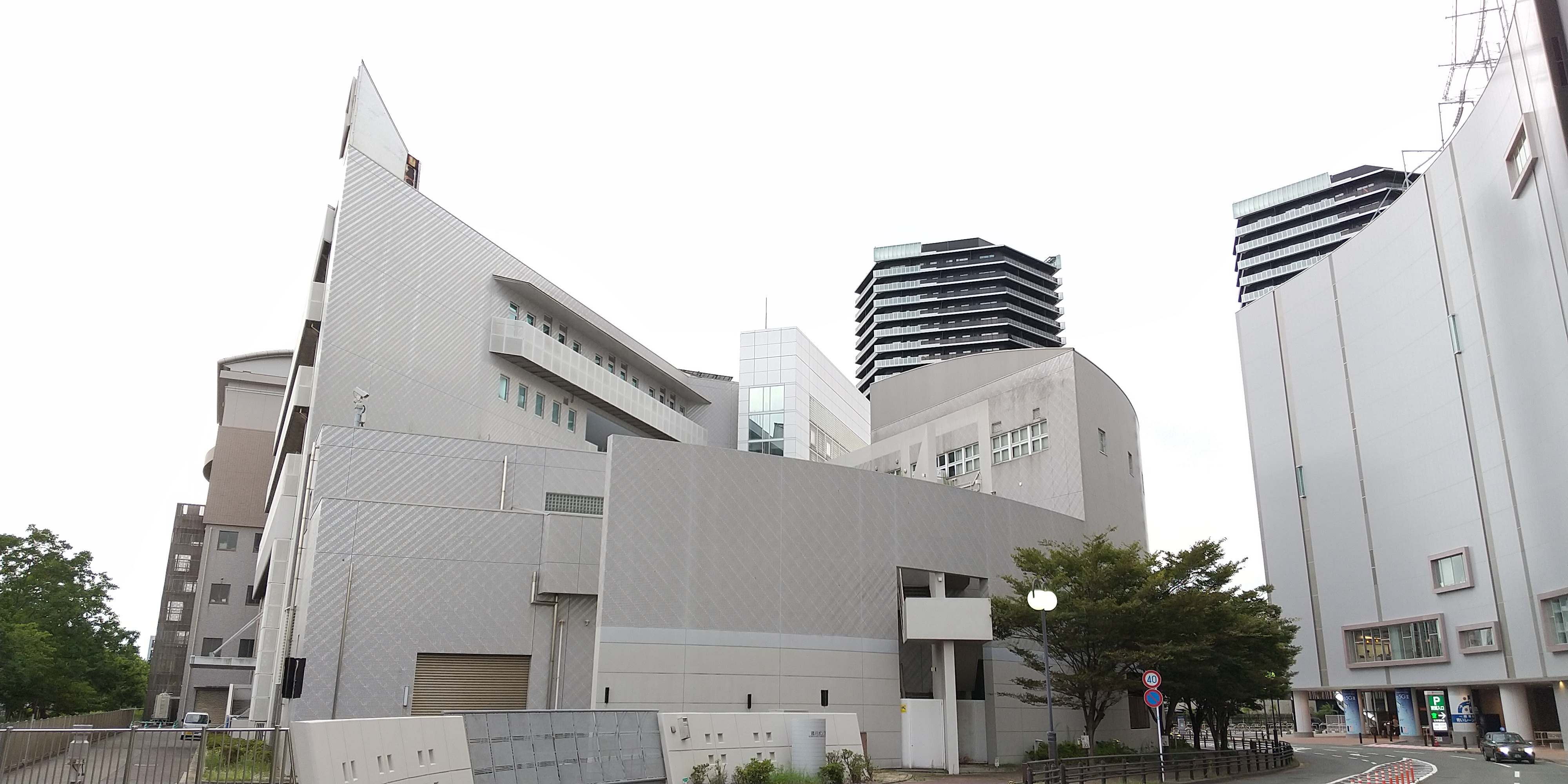
菰川ポンプ場

### 公園・緑地等（地行浜）
海浜公園については、地区の北端で百道浜地区に跨ってシーサイドももち海浜公園がある。都市公園については次の通り。
- 地行中央公園（写真1、写真2）[注釈 51]

- 地行浜西公園（写真）[注釈 52]

#### その他（地行浜）
- 大韓民国総領事館
- 中華人民共和国総領事館